# 瓦伊良區

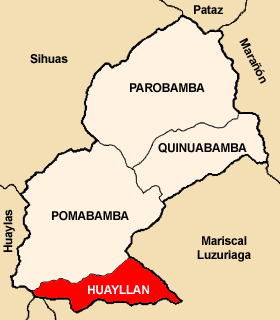

瓦伊良區（西班牙語：Distrito de Huayllán），是秘魯的一個區，位於該國北部安卡什大區的波馬班巴省，始建於1861年2月21日，面積347.92平方公里，2005年人口14,780，人口密度為每平方公里42.48人。